# Hardy (półwysep)
Hardy (hiszp. Península Hardy) – półwysep w Chile, w regionie Magallanes. Jest najdalej wysuniętą na południe częścią wyspy Hoste. Na południowym krańcu półwyspu znajduje się przylądek Falso cabo de Hornos, który jest często mylony z przylądkiem Horn. W marcu 1833 roku Charles Darwin odwiedził półwysep podczas podróży statkiem HMS „Beagle” i prowadził na nim obserwacje przyrodnicze. Półwysep pojawia się jako miejsce akcji w powieści Juliusza Verne’a Rozbitkowie z Jonathana.